# Sword Group
Sword Group est une entreprise internationale de services du numérique dont le siège social est au Luxembourg. Elle est cotée à la bourse de Paris. 

## Histoire
Sword Group est créée par Jacques Mottarden novembre 2000, grâce à la reprise de certaines filiales du groupe Decan, une SSII qu'il a fondée en 1990 et revendu à une société américaine, Metamor (filiale par la suite de PsiNet), en avril 2000,.
Le 13 mars 2002, Sword Group s'introduit en bourse sur le nouveau marché et lève 10,9 millions d'euros. Début 2004, l'entreprise a procédé à sept acquisitions d'entreprises depuis sa création.
En 2006, Sword réalise environ 70 % de son chiffre d'affaires « dans le développement et l'intégration de projets de gestion de contenus (gestion électronique de documents, systèmes d'information géographique...) » et 25 % dans les logiciels.
Le 1er mars 2007, Sword lance une augmentation de capital d'un montant de 57,5 millions d'euros,. 
À partir de 2008, Sword diminue son activité dans les services informatiques afin de se concentrer sur les logiciels (50 % du chiffre d'affaires en 2008 ; 70% en 2010),,,.
En 2012, Sword Group transfère son siège social de France vers le Luxembourg.
En octobre 2018, Sword Group vend à Sopra Steria une de ses filiales, la société Apak spécialisée dans les logiciels (crédits automobile, ...) qu'elle a achetée en 2007,.
En septembre 2020, Sword Group cède une partie de ses filiales françaises spécialisée dans les logiciels au fond Argos Wityu pour environ 73 millions d'euros,,. La filiale française, devenue indépendante, devient Coexya.

## Activité
Le groupe vend ses services dans 50 pays à partir de filiales disponibles dans 20 pays. 90 % de son chiffre d'affaires 2020 (périmètre 2021) est réalisé dans les services informatiques et 10 % dans les logiciels.

## Informations financières
| Années              | 2002 | 2005  | 2010  | 2015  | 2019 |
| ------------------- | ---- | ----- | ----- | ----- | ---- |
| Chiffres d'affaires | 33,4 | 101,5 | 185,3 | 137,5 | 213  |
| Résultat net        | 3,6  | 11    | 23,2  | 10,8  | 13,2 |

Au 31 décembre 2020, les deux principaux actionnaires détiennent respectivement : 17,9 % des droits de vote pour Jacques Mottard et 17,8 % pour Eximium.